# Lykaio (Grecia)
Lykaio  este un oraș în Grecia în prefectura Arcadia.